# Di chỉ thời đồ đá mới ở Orkney
Di chỉ thời đồ đá mới ở Orkney (tiếng Anh: Heart of Neolithic Orkney) là một nhóm các công trình kiến trúc thời đồ đá mới được tìm thấy trên quần đảo Orkney của Scotland. Tên này được UNESCO đặt khi công nhận các di chỉ này vào danh sách Di sản thế giới năm 1999.

## Mô tả
Di sản này gồm 4 địa điểm sau:
1. Maeshowe, ngôi mộ cổ rộng có nhiều phòng mộ độc đáo. Nó bị những người Viking cướp bóc, là nơi có một trong những bộ sưu tập chữ khắc lớn nhất thế giới.[1]
2. Standing Stones của Stenness, vòng tròn gồm bốn cự thạch dựng đứng dùng cho nghi lễ. Lớn nhất trong số đó cao tới 6 mét.[2][3]
3. Ring of Brodgar, vòng tròn các cột đá dựng đứng có đường kính 104 mét dùng cho nghi lễ. Ban đầu tại đây bao gồm 60 khối đá đặt trong một mương tròn sâu tới 3 mét và rộng 10 mét. Người ta ước tính rằng cấu trúc này mất 80.000 giờ để xây dựng.
4. Skara Brae, nơi định cư của những người thời đồ đá mới gồm 8 ngôi nhà tạo thành làng thời kỳ đồ đá mới được bảo tồn tốt nhất tại Bắc Âu.[4]

Cùng nhiều công trình kiến trúc khác chưa khai quật.
Di sản này gồm các di tích văn hóa thời tiền sử, vẽ ra đời sống của con người ở quần đảo xa xôi phía bắc Scotland, cách nay khoảng 5.000 năm.